# Willamette River
Der Willamette River ist ein Nebenfluss des Columbia River mit einer Länge von ungefähr 300 Kilometern im nordwestlichen Oregon.

## Verlauf
Der Willamette River entsteht durch den Zusammenlauf von Coast Fork Willamette River und Middle Fork Willamette River bei Springfield (Oregon) und mündet bei Portland in den Columbia River.

### Zuflüsse
Größere Zuflüsse des Willamette sind der McKenzie River (km 282, r), Long Tom River (km 240, l), Marys River (km 212, l), Calapooia River (km 190, r), Santiam River (km 174, r), Luckiamute River (km 174, l), Yamhill River (km 89, l), Molalla River (km 58, r), Tualatin River (km 45, l) sowie der Clackamas River (km 40, r).

## Willamette Valley
Das durch den Fluss gebildete Willamette Valley gehörte zu den ersten Siedlungsgebieten der über den Oregon Trail nach Westen ziehenden Pioniere und Siedler im Pazifischen Nordwesten. Im 20. Jahrhundert spezialisierte sich die Landwirtschaft auf Weinbau.